# Robert Groves Sandeman
Robert Groves Sandeman, född den 25 februari 1835 i Perth, Skottland, död den 29 januari 1892 i Bela (Belutsjistan), var en angloindisk militär och administratör.
Sandeman, som 1856 blev officer vid ett bengaliskt regemente, utmärkte sig under sepoysupproret vid återerövringen av Lucknow 1858. Han blev efter upprorets kuvande ämbetsman i Punjab under John Lawrence och utsågs 1866 till distriktschef i Dera Ghazi khan. Som sådan gav Sandeman många prov på sin förmåga att vinna inflytande bland de oroliga gränsstammarna, och 1876 slöt han ett för det brittiska väldet över Belutsjistan grundläggande fördrag med khanen av Kelat. Sandeman var från 1877 brittisk agent i Belutsjistan och lyckades genom sitt inflytande bevara lugnet bland bergstammarna där under afghanska kriget 1879–1880. Den forna anarkin i Belutsjistan fick genom honom mer lugna och ordnade förhållanden i detta strategiskt viktiga gränsområde. Sandeman var banbrytaren för den så kallade framåtgående politiken (the forward policy) vid Indiens nordvästra gräns, vilken gick ut på utan ängsliga hänsyn utsträcka det brittiska inflytandet utanför det angloindiska rikets gräns.